# Ljungblommor
Ljungblommor är titeln på finlandssvenske författaren Zacharias Topelius (1818–1898) tre första lyriksamlingar: Ljungblommor I utkom 1845, Ljungblommor II 1850 och Ljungblommor III 1854. Albert Bonnier utgav Sånger. 1, Ljungblommor 1860, en samling som innehåller ett urval ur de tre första dikthäftena kompletterat med 20 nyare dikter. Ljungblommor trycktes i totalt tio upplagor till 1898, ca 23 000 exemplar. Samlingen innehåller några av Topelius mest kända dikter, som ”Vintergatan” och sviten Sylvias visor med bl.a. sångerna ”Blommande sköna dalar” och ”Jag gungar i högsta grenen”. 
Ljungblommor är utgiven som textkritisk nyutgåva av Svenska litteratursällskapet 2010, Zacharias Topelius Skrifter I.

## Fotnoter
1. ↑  ”Zacharias Topelius Skrifter, Ljungblommor – Inledning”. http://www.topelius.fi/index.php?p=texts&bookId=1#sec8. Läst 31 mars 2016.